# Амбракіа (канонерський човен)
«Амвракіа» (грец. Αμβρακία) — грецький канонерський човен. Побудований на англійській верфі Блекволл у 1881 році. Належав до різновиду малих плоскодонних канонерок (англ. Flat-iron gunboats, більш відомі як «канонерки Рендела»). У цієї канонерки, як і в однотипної «Актіон», було єдине призначення: військові дії у прикордонній з Османською імперією мілководній Амбракійській затоці під час очікуваної війни за звільнення Епіру, що входило в плани Грецького королівства з моменту його утворення.
Спочатку канонерка отримала ім'я одного з оплотів флоту Грецької революції, острова Ідра, з цих же міркувань другий корабель отримав ім'я острова Спеце.
Внаслідок замовлення цих двох канонерок замовлені роком раніше у Франції і також призначені для Амбракійської затоки значно менші канонерки типу «α» змінили свої імена.
В 1889 році, після введення в склад флоту однойменних броненосця Ідра і броненосця Спеце, канонерка в свою чергу була перейменована в «Амвракіа», що, як і нове ім'я канонерки «Спеце», перейменованої в «Актіон», відверто говорило про їх призначення (Актіон і Амбракіа — топоніміка Амбракійської затоки).
«Амвракіа» взяла участь у греко-турецькій війні 1897 року в складі Західної (Іонічної) флотилії під командуванням капітана Л. Кунтуріотіса. У складі тієї ж флотилії канонерка взяла участь у Балканських війнах 1912—1913 років під командуванням М. Сахтуріса. У складі Іонічної флотилії «Амвракіа» обстрілювала фортеці Превеза на вході в Амбракійську затоку. Після перемог грецької армії над турками під Никополом[прояснити] командувач Іонічної флотилії В. Даміанос, який перебував на борту «Амвракіа», звільнив Превезу і прийняв здачу турецького гарнізону. 52 турецьких офіцери і 752 солдати були морем відправлені на острів Левкас. Флотилія взяла на себе охорону міста.
Після закінчення Першої світової війни, в 1919 році, канонерка була виведена зі складу флоту і передана артилерійському училищу на острові Порос. У навчальних цілях на канонерці було встановлено 4 гармати різного калібру. Канонерка була здана на брухт у 1921 році.